# Karjala Cup 2006
Der Karjala Cup 2006 ist seit 1996 die 11. Austragung des in Finnland stattfindenden Eishockeyturniers. Es ist Teil der Euro Hockey Tour, bei welcher sich die Nationalmannschaften Finnlands, Schwedens, Russlands und Tschechiens messen.
| 9. November 2006 18:00 Uhr | Russland Andrei Kuteikin (01:41) Iwan Neprjajew (13:14) Pjotr Stschastliwy (42:06) | 3:2 (2:0, 0:2, 1:0) Spielbericht | Finnland Janne Niskala (25:41) Esa Pirnes (27:42) | Hartwall Areena, Helsinki Zuschauer: 07.968 |

| 9. November 2006 18:30 Uhr | Schweden Niklas Nordgren (34:17) Jimmie Ölvestad (37:46) Anton Strålman (59:32) Jan Sandström (59:47) | 4:5 (0:0, 2:2, 2:3) Spielbericht | Tschechien Martin Čech (24:20) Jaroslav Hlinka (37:14) Pavel Brendl (40:41) Jiří Šimánek (53:32) Václav Varaďa (56:18) | Sazka Arena, Prag Zuschauer: 11.704 |

| 11. November 2006 14:00 Uhr | Schweden Magnus Johansson (16:31) Oscar Steen (37:56) Johan Davidsson (46:16) Mathias Månsson (51:09) | 4:5 (1:0, 1:1, 2:4) Spielbericht | Russland Pawel Worobjow (39:30) Timofei Schischkanow (42:06) Pjotr Stschastliwy (47:06, 50:24) Iwan Neprjajew (50:36) | Hartwall Areena, Helsinki Zuschauer: 05500 |

| 11. November 2006 17:30 Uhr | Tschechien Josef Straka (59:59) | 1:2 (0:0, 1:1, 0:1) Spielbericht | Finnland Sean Bergenheim (36:10) Petri Kontiola (50:58) | Hartwall Areena, Helsinki Zuschauer: 11.808 |

| 12. November 2006 17:30 Uhr | Schweden Johan Davidsson (22:39) | 1:0 (0:0, 1:0, 0:0) Spielbericht | Finnland | Hartwall Areena, Helsinki Zuschauer: 10.393 |

| 12. November 2006 14:00 Uhr | Tschechien Petr Čáslava (07:58) Ivan Huml (50:21) Josef Straka (PS) | 2:3 (n. V.) (1:0, 0:0, 1:2, 0:1) Spielbericht | Russland Alexander Charitonow (40:27) Pjotr Stschastliwy (58:04) Alexander Charitonow (PS) Nikolai Kuljomin (PS) | Hartwall Areena, Helsinki Zuschauer: 06210 |

| Platz                                                 | Mannschaft   | Spiele | S | S (OT) | N (OT) | N | T     | P |
| ----------------------------------------------------- | ------------ | ------ | - | ------ | ------ | - | ----- | - |
|                                                       | Russland     | 3      | 2 | 1      | 0      | 0 | 11:08 | 8 |
|                                                       | Tschechien   | 3      | 1 | 0      | 1      | 1 | 08:09 | 4 |
|                                                       | Schweden (1) | 3      | 1 | 0      | 0      | 2 | 09:10 | 3 |
| 4.                                                    | Finnland (1) | 3      | 1 | 0      | 0      | 2 | 04:05 | 3 |
| (1) Bei Punktgleichheit zählte der direkte Vergleich. |              |        |   |        |        |   |       |   |